# Michael Fabiano
Pour les articles homonymes, voir Fabiano.
Michael Fabiano est un ténor américain né le 8 mai 1984 à Montclair, dans le New Jersey. Il se produit sur les plus grandes scènes d'Opéra dans le monde entier, notamment à l'Opéra de San Francisco, au Metropolitan Opera, à l'Opéra de Paris, à La Scala, au Teatro Real, au Liceu et au Royal Opera House de Londres. Fabiano a été lauréat du prix Richard Tucker et du prix Beverly Sills du meilleur artiste en 2014, premier chanteur à remporter les deux prix la même année,.

## Formation et débuts
Michael Fabiano est d'origine italienne par son père, issu d’une famille de deux régions différentes de la Calabre, Scilla et Reggio. Sa famille a émigré dans le New Jersey au début du siècle dernier. Sa mère est originaire de différents pays européens (Irlande, Allemagne, Angleterre, Pays-Bas). Il se considère donc comme "un citoyen du monde".
Artiste touche à tout, Michael Fabiano a été arbitre de baseball dans sa jeunesse et reste un grand amateur d'avions qu'il pilote régulièrement pour son plaisir. Après avoir brièvement envisagé une carrière dans les affaires, il décide d'étudier la technique vocale à l'Université du Michigan. En 2005, il obtient un diplôme en interprétation vocale de l'École de musique, théâtre et danse de l' Université du Michigan.  Il étudie auprès du ténor George Shirley et interprète plusieurs rôles avec l'University Opera Theatre, notamment Rinuccio dans Gianni Schicchi et Don Ottavio dans Don Giovanni. Il travaille également avec la soprano Julia Faulkner, avec laquelle il continue à se perfectionner. L'été suivant son diplôme, il est stagiaire à l' Opéra de Santa Fe et, à l'automne de la même année, il commence ses études à Philadelphie. Il apparait dans The Audition, un film documentaire réalisé par le Metropolitan Opéra, durant son travail en 2006 avec Bill Schumann à l'Academy of Vocal Arts of Philadelphia. Il y poursuit ses études jusqu'à l'âge de 25 ans, avec Bill Schuman, Danielle Orlando et Laurent Philippe, ces deux derniers sont restés ses accompagnateurs.

## Carrière professionnelle

### Début de carrière
Michael Fabiano fait ses débuts sur scène en 2007 au Stadttheater de Klagenfurt en tant qu'Alfredo dans La traviata. La même année, il débute comme Rinuccio dans Gianni Schicchi et dans le rôle titre de Mavra de Stravinsky à l'Opéra national grec. En 2006, Fabiano fait ses débuts au Carnegie Hall, dans la version concert de Dom Sébastien où il incarne Don Antonio. Début 2008, il fait ses débuts à La Scala dans le rôle de Rinuccio (Gianni Schicchi) dans une production dirigée par Riccardo Chailly. Il fait également ses débuts avec l'Orchestre de Philadelphie en Rodolfo dans La Bohème et reprend plusieurs fois le rôle d'Alfredo. Le duc dans Rigoletto a été son premier rôle au English National Opera. En janvier 2010, il fait ses débuts au Metropolitan Opera de New York dans le rôle de Raffaele dans le rare Stiffelio aux côtés de José Cura et Sondra Radvanovsky .
Au cours de la saison 2010-2011, il réalise plusieurs débuts internationaux, notamment le duc de Mantoue dans Rigoletto au Semperoper de Dresde, Edgardo dans Lucia di Lammermoor à l'Opera de Vancouver, en Gennaro dans Lucrezia Borgia au Royal Opera lors de la première diffusion en 3D et en direct dans toute l’Europe, et comme Rodolfo dans La Bohème au Deutsche Oper de Berlin et à l’ Opéra de Limoges. De plus, Fabiano a participé à son premier Requiem de Verdi avec le Columbus Symphony. La saison s'est poursuivie avec ses débuts à l'Opéra de Paris dans le rôle de Cassio dans Otello de Verdi.
Ses apparitions au cours de la saison 2011-2012 ont commencé par ses débuts à l'Opéra de San Francisco comme Gennaro dans Lucrezia Borgia aux côtés de la soprano Renée Fleming. Il est également l'interprète avec l(Orchestre philharmonique de Los Angeles, du médecin de Orango, œuvre nouvellement découverte de Chostakovich ainsi que Christian dans Cyrano de Bergerac au Teatro Real. Il chante également au Wiener Symphoniker dans Le Rêve de Gérontius d'Elgar. En 2012-2013, il parait à l'Opéra de Seattle comme Rodolfo dans La Bohème, à l'Opéra Lyra de Chicago dans le même rôle, en concert avec le Deutsche Oper Berlin pour leur gala annuel contre le sida, en concert avec l'Oslo Philharmonic pour une représentation télévisée du Requiem de Verdi, au Festival Casals pour les représentations du même Requiem, avec le San Francisco Symphony dans une série de soirées consacrées à Beethoven avec An die ferne geliebte et la Missa Solemnis, et à un récital en duo avec la Jewel Series à Kansas City accompagné du pianiste Laurent Philippe, et au Centre Mondavi avec le pianiste John Churchwell. Il est apparu comme Alfredo dans La traviata lors de la saison estivale 2013 du Santa Fe Opera,.

### Carrière internationale
Mais c'est avec sa présence à l'Opéra de Paris Bastille fin 2013 lors de la reprise de la mise en scène d'Andrei Serban dans Lucia Di Lamermoor, que Michael Fabiano est unanimement salué et remarqué aux côtés d'une jeune Lucia, très prometteuse elle aussi, Sonya Yoncheva. Sa carrière se poursuit au travers de nombreux rôles sur toutes les scènes internationales :  la Canadian Opera Company avec Rodolfo dans La bohème, l'Opéra de San Francisco en collaboration avec le Teatro di San Carlo, avec le Requiem de Verdi, le Kennedy Center en récital avec la pianiste Danielle Orlando, le Metropolitan Opéra avec une nouvelle production de Die Fledermaus, le Washington Concert Opera avec le rôle principal de Corrado dans Il corsaro de Verdi ,  l'opéra néerlandais avec Faust pour ses débuts dans le rôle.
L'année suivante il chante lors d'un concert au Avery Fisher Hall, au cours duquel il reçoit le Richard Tucker Award. Il fait ses débuts à l'Opera d'Australie en février 2015 dans la production de Faust de David McVicar. Il ouvre le Festival de Glyndebourne 2015 avec Poliuto de Donizetti, dans la première production de cet opéra au Royaume-Uni. Fabiano reçoit le prix australien Helpmann dans la catégorie « Meilleure prestation masculine dans un opéra » pour son interprétation du rôle-titre dans Faust de Gounod avec l'Opera d'Australie.
Lors de la saison suivante, en 2016, Fabiano fait ses débuts au San Francisco Opera en Rodolfo dans Luisa Miller et dans le rôle titre dans Don Carlo.
Il donne par la suite un concert avec l'Orchestre symphonique de San Francisco sur un programme « entièrement italien » et interprète au Washington Concert Opera le rôle de Jean-Baptiste dans Hérodiade. En 2017, il a également effectué une tournée de récitals qui l'a conduit dans sept villes d'Amérique du Nord et a fait ses débuts en récital à Wigmore Hall.
Pendant la saison 2017-2018, Fabiano s'est produit dans La Bohème à la fois au Royal Opera  et au Metropolitan Opera. Ill a chanté Des Grieux dans Manon de Massenet à l'Opéra de San Francisco  et à l'ABAO-OLBE , Edgardo dans Lucia di Lammermoor à l'Opera d'Australie et au Metropolitan Opera, et s'est produit en récital à l'Opéra de Francfort.  Il a également fait ses débuts à l’Opéra de Los Angeles en tant que duc dans Rigoletto.
Michael Fabiano chante Rodolfo dans La Bohème en septembre 2018 au Met, puis le mois suivant à Chicago où il fait ses débuts au Lyric Opera. En novembre, il est Faust dans Méphistophélès de Boito au Met. Il se rend en février 2019 à Sydney pour interpréter le rôle-titre de Werther de Massenet, puis au Royal Opera de Londres pour le rôle-titre de Faust de Gounod. En juin, il reprend le Duc de Mantoue de Rigoletto à Berlin puis est Charles VII dans une version concert de Jeanne d’Arc de Verdi au Théâtre Royal de Madrid en juillet. Fin 2019, il interprète Des Grieux dans Manon au Met avec Lisette Oropesa dans la mise en scène de Robert Carsen et la semaine suivante, le rôle titre de Don Carlo à l'Opéra de Paris, dans la mise en scène de Warlikovski, où il succède à Roberto Alagna dans cette version italienne de l'œuvre de Verdi. Dans cette même salle, il commence l'année 2020 dans les Contes d'Hoffmann où il interprète Hoffmann.
Il chante en juin 2022 Lensky dans Eugène Onéguine au Teatro San Carlo, ce rôle succédant à un Don José dans Carmen au San Francisco Opera. Il aborde également le rôle du peintre révolutionnaire Cavaradossi dans Tosca à plusieurs reprises, notamment au Metropolitan Opera de New York où il chante avec Aleksandra Kurzak pour la millième de cette œuvre fin octobre 2022. Il poursuit d'ailleurs en novembre, cette fois avec Angel Blue dans le rôle-titre à l'Opéra de Los Angelès.
En 2019, Michael Fabiano sort son premier CD solo, consacré aux airs de Donizetti et Verdi, avec le London Philharmonic Orchestra.

## Fondation ArtSmart
Aux côtés de John Viscardi et de Liz Letak, Fabiano a co-fondé ArtSmart au début de 2016. ArtSmart est une organisation à but non lucratif qui propose des leçons de chant gratuites aux étudiants déshérités. Le programme pilote a débuté à Newark, dans le New Jersey, à l'automne 2016. En 2017, l'organisation a étendu ses offres de services à Philadelphie et à San Francisco,.

## Vie privée
Fabiano a épousé le 28 octobre 2018 Bryan McCalister, consultant en marketing et en stratégie de marques à New York, au Metropolitan Opera House de New York  Il aime piloter de petits avions pendant ses congés.

## Prix
- 2005 : Vainqueur du grand prix Florida Grand Opera
- 2006 : Vainqueur du premier prix de la Licia Albanese Puccini Foundation et vainqueur du grand prix (et du prix spécial tenor) de la compétition Julián Gayarre à Pampelune[38].
- 2007 : Vainqueur du grand prix des Metropolitan Opera National Council Auditions. Fabiano apparait dans un documentaire de 2007 intitulé The Audition, dont le sujet est la vie et les progrès des lauréats et des participants aux auditions du Conseil national du Met.
- 2007 : Vainqueur du premier prix de la Loren Zachary Competition et lauréat de la bourse Sarah Tucker.
- 2008 : Vainqueur du premier prix du Opera Index Awards
- 2009 : Vainqueur du grand prix  de la fondation Gerda Lissner
- 2014 : The Beverly Sills Artist Award[39]
- 2014 : Richard Tucker Award[40]